# Canal Sur Andalucía
Canal Sur Andalucía (prèviament conegut com a Andalucía Televisión) és un canal de televisió per subscripció andalús. Es tracta del canal internacional de l'ens públic Radio y Televisión de Andalucía que emet per a Espanya i per a la resta de països europeus.
Va ser llançat a l'aire el 28 de febrer de 1996, sumant-se, així al ja existent Canal Sur Televisión.

## Difusió[calcitació]
El 31 de desembre de 2014, el senyal a través dels satèl·lits Astra (en obert FTA) i Hispasat (codificada) va ser cessada per decisió de la Canal Sur Radio y Televisión.
Finalment, el 7 de febrer de 2015, Canal Sur Radio y Televisión, va anunciar que havia arribat a un acord amb Movistar+, que permetria recuperar el senyal del canal a través de tots dos satèl·lits (Astra 19.2°I i Hispasat 30ºW) en obert. L'11 de desembre de 2017 va cessar l'emissió a través del satèl·lit Hispasat 30°W com a part de l'estratègia de Movistar+ de distribuir tota la seva oferta a través d'Astra 19.2°I exclusivament. Actualment també pot síntonizar-se en HD amb una resolució 720p a través d'un streaming de YouTube.

## Programació[calcitació]
La programació de Canal Sur Andalucía es basa en gran part en programes de producció pròpia de Canal Sur Televisión i Andalucía Televisión.
El canal compta amb un espai informatiu propi de Canal Sur Noticias que porta el nom de CSN Satélite, amb les notícies més destacades dels centres regionals quan Canal Sur Televisió està en desconnexió provincial.

## Imatge corporativa

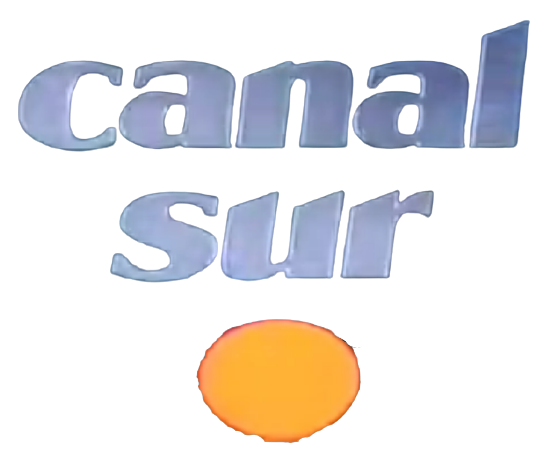
Logotip usat en pantalla des de 1996 fins al canvi d'imatge de Canal Sur al 1997
Logotip usat entre 1997 i 2011
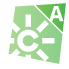
Logotip usat des de 2011

La imatge corporativa que apareixia a la pantalla del canal internacional de Canal Sur de 1996 a 1997, aleshores Canal Sur Satélite, va ser la mateixa que la que tenia Canal Sur entre 1995 i 1997, però sense el triangle roig. El 28 de febrer del 1997 es va canviar el logotip del canal principal, i el canal internacional va adoptar el nom d'Andalucía Televisión tenint com a imatge, fins al 2011, una C envoltada de 8 línies que simulaven un sol (un per cada província andalusa) en color morat, amb la paraula Andalucía televisión a sota.
Des del 28 de febrer de 2011, coincidint amb el dia d'Andalusia, fins al 4 de desembre de 2017, Canal Sur, Canal Sur 2, Canal Sur HD i Andalucía TV (que adopta el nom Canal Sur Andalucía) van renovar la seva imatge corporativa, en la qual s'hi va mantenir la C amb els rajos, però aquesta vegada tancada en un quadre amb un color diferent i amb les lletres corresponents a cada cadena. Per a Canal Sur, blau i amb un 1 en el seu interior; per a Canal Sur 2 (abans Canal 2 Andalucía) verd i un 2; per a Canal Sur Andalucía, també verd i una A; i per a Canal Sur HD, vermell i les lletres "HD".